# St David's Hall
Le St David's Hall (gallois: Neuadd Dewi Sant), est une salle de spectacle située à Cardiff, au Pays de Galles. 
Elle accueille notamment le BBC Cardiff Singer of the World competition.